# Centre Français de Berlin
Das Centre Français de Berlin (CFB, deutsch: Französisches Zentrum von Berlin) ist ein deutsch-französisches Kulturzentrum im Berliner Ortsteil Wedding.

## Geschichte

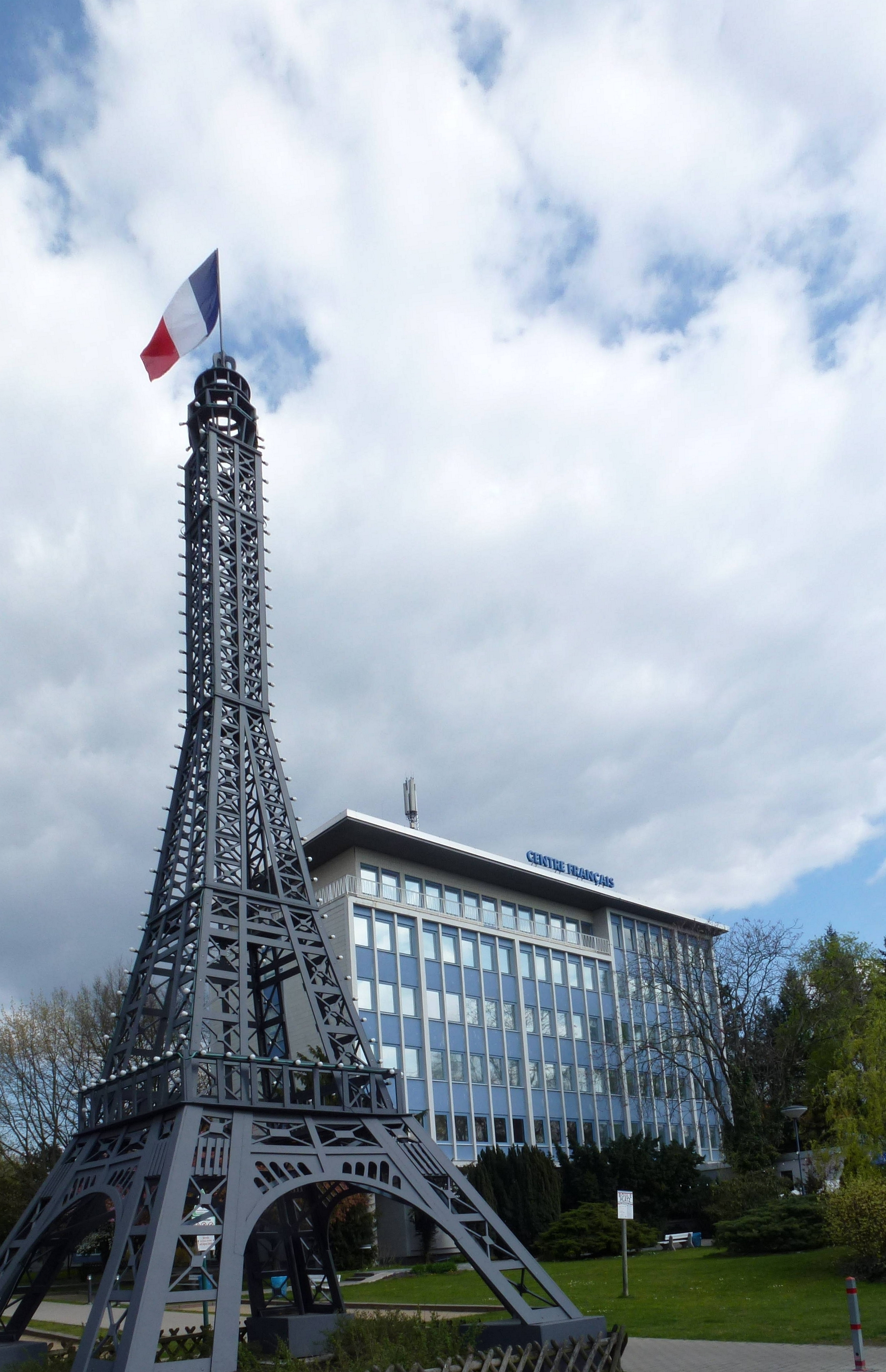
Das Centre Français de Berlin an der Müllerstraße mit dem Miniatur-Eiffelturm

Die französische Militärregierung ließ von 1960 bis 1961 auf einem bis dahin unbebauten Grundstück Müllerstraße 74 durch das deutsch-französische Architektenduo, den Berliner Gerhard Laube und den französischen Major Mahieu, einen Neubau errichten, in dem 1961 das französische Kulturzentrum Centre Culturel Français eröffnet wurde. Die Baukosten wurden mit fünf Millionen DM angegeben. Es ist ein gelistetes Baudenkmal. Das CFB wurde am 12. Dezember 1961 von General Jean Lacomme (Kommandant des französischen Sektors 1958–62) und Direktor Charles Corcelle im Beisein der Bezirksbürgermeister vom Wedding und Reinickendorf, Helmut Mattis und Heinz Gutsche, eröffnet. Die Initiative zur Etablierung eines französischen Kulturzentrums im Norden Berlins ging auf Charles Corcelle, den späteren ersten Direktor des CFB, zurück. Mit diesem Ort der Begegnung sollte die französische Kultur im französischen Sektor Berlins gefördert und die Bindung an Frankreich gestärkt werden.
Es wurde bis ins Jahr 1992 als Kulturzentrum von französischen Streitkräften betrieben, die einen Teil Berlins besetzt hatten. Der Fall der Berliner Mauer im Jahr 1989 hatte den Rückzug der Besatzungsmächte zur Folge, weshalb sich auch die französischen Truppen zurückzogen und das Zentrum geschlossen wurde.
Der Gebäudekomplex an der Müllerstraße 74 ging im Rahmen des Zwei-plus-Vier-Vertrags und des Einigungsvertrags an das Bundesministerium der Finanzen der Bundesrepublik Deutschland über. Die Regierungen von Frankreich und Deutschland sind zum Schluss gekommen, dass das Zentrum „im Sinne der deutsch-französischen Freundschaft“ und „dem europäischen Gedanken zur Völkerverständigung“ wiedereröffnet werden sollte. Das Gebäude wurde während rund zwei Jahren umgebaut und 1994 als Centre Français de Berlin neu eröffnet. Bei der neuen Ausrichtung waren die französische Botschaft, die Stiftung Deutsch-Französische Verständigung, das Bundesministerium für Familie, Senioren, Frauen und Jugend, die Senatsverwaltung für Schule, Jugend und Sport für den Senat von Berlin, die Stadt Paris und das Bezirksamt Wedding beteiligt.

## Organisation
Auf französischer Seite ist das Centre d’Échanges Internationaux (CEI) mit Sitz in Paris als Trägerverein zuständig, auf deutscher Seite ist es die Stiftung Sozialpädagogisches Institut Berlin „Walter May“.
Der Mitarbeiterstab besteht aus 28 Personen (Stand: 2024). Regelmäßig werden Mitarbeitende im Rahmen des Europäischen Freiwilligendienstes beschäftigt.

### Leitung
- Charles Corcelle (1961–1975)
- Lore Thormeyer (1975–1978)
- Bruno Delaire (1978–1981)
- William Capoën (1981–1993)
- Hartmut Brocke und Guillaume Dufresne (Geschäftsführung 1995–2012)
- Florian Fangmann (Geschäftsführung seit 2012)

## Aufgaben
Das Centre Français de Berlin hat sieben Hauptaufgaben. Es sind dies die
1. Organisation von internationalen Austauschprojekten (schulisch, außerschulisch, Gruppen- oder Einzelaustausche) für junge Menschen und Fachkräfte,
2. die Belebung der Städtepartnerschaft zwischen Paris und Berlin in Form des „Tandems Paris-Berlin“ mit Unterstützung des Berliner Senats,
3. die Pflege des Netzwerks Diversität und Partizipation mit Unterstützung des DFJW,
4. die Koordination des individuellen Schüleraustauschprogramms Voltaire,
5. die Förderung der beruflichen Mobilität und die Unterstützung junger Menschen bei ihrem Projekt im Partnerland,
6. die Betreuung eines lokalen Kulturzentrums als Begegnungsstätte mit kulturellen Veranstaltungen,
7. die Bereitstellung der Räumlichkeiten für soziokulturelle Projekte im Interesse der Öffentlichkeit und für die Fortbildung junger Menschen.